# Cajamarca
Cajamarca är en stad i nordvästra Peru, och är den administrativa huvudorten för både ett departement och en provins med samma namn. Staden är belägen på 2 750 meters höjd över havet, och hade 226 031 invånare 2015.
Cajamarca införlivades med Inkariket under 1400-talet och blev ett betydande centrum för textilproduktion. I Cajamarca tillfångatogs Atahualpa, den siste härskaren (inkan) av inkariket, av Francisco Pizarro år 1532. Lösesumman (ett rum fyllt med guld) betalades av indianerna, men likafullt dödades inkan av spanjorerna.